# Paul Gross
Paul Michael Gross (nacido el 30 de abril de 1959) es un actor, productor, director, cantante y escritor canadiense nacido en Calgary, Alberta. Es conocido por su papel principal como Constable Benton Fraser en la serie de televisión Rumbo al Sur, así como por su película de guerra Passchendaele de 2008, que escribió, produjo, dirigió y protagonizó. Durante la última temporada Rumbo al Sur Gross trabajó, además de protagonista, como productor ejecutivo. También escribió el capítulo de apertura y de cierre de la tercera temporada, así como el capítulo final de la serie en dos episodios, y escribió e interpretó canciones para la serie, algunas de los cuales se pueden encontrar en dos discos de las bandas sonoras del Rumbo al Sur. La consagración llegó con otra serie de televisión canadiense, Slings & Arrows. Entre tanto, también produjo una película con Akshay Kumar llamada Speedy Singhs protagonizada por Camilla Belle y Vinay Virmani.

## Primeros años
Gross nació en Calgary, Alberta, hijo de Renie Gross (de soltera Dunne), una escritora e historiadora de arte, y Robert «Bob» Gross, un soldado profesional, coronel y comandante de artillería motorizada.

## Carrera
Gross estudió actuación en la Universidad de Alberta en Edmonton, pero se fue durante el tercer año de sus estudios. Regresó más tarde para completar el medio crédito necesario para recibir su título de bellas artes. Apareció en varias producciones teatrales, como Hamlet y Romeo y Julieta. Otras producciones en las que apareció incluyen Observe the Sons of Ulster Marching Towards the Somme y As You Like It. Su trabajo de la época estudiantil «The Deer and the Antelope Play» fue coproducido por el departamento de drama de la universidad y Theatre Network, el cual ganó el Premio Nacional de Dramaturgia Clifford E. Lee y el Premio de Dramaturgia Cultural de Alberta.
Después de la obra Successful Strangers, Gross protagonizó su primera película, Turning to Stone.
Escribió y dirigió la película sobre el deporte del curling Men with Brooms. Escribió, coprodujo, dirigió y protagonizó la película ganadora del premio Genie Passchendaele, inspirada en las historias que escuchó de su abuelo, un soldado de la Primera Guerra Mundial.
Desde el 16 de septiembre de 2011, apareció en una producción rodada en Toronto de Private Lives de Noël Coward, coprotagonizada por Kim Cattrall (la producción terminó el 30 de octubre de 2011). La producción llegó a Broadway donde se estrenó el 6 de noviembre. y estuvo en cartelera hasta el 31 de diciembre de 2011.
Más recientemente, Gross completó su trabajo en el drama bélico contemporáneo Hyena Road, lanzado el 9 de octubre de 2015.
Entre 2011 y 2014 apareció en 9 episodios como Kevin Crocker en Republic of Doyle.

### Rumbo al sur
Su papel como el oficial Benton Fraser de la Real Policía Montada de Canadá en la serie de televisión Rumbo al Sur le valió un gran reconocimiento. Al igual que su compañero, el actor David Marciano, Gross al principio no quería hacer el programa, y el creador Paul Haggis no estaba seguro si quería a Gross para el papel, pero después de una reunión, finalmente fue elegido y aceptó interpretar al agente Benton Fraser.
Cuando Rumbo al Sur fue revivida para una tercera temporada, Gross regresó al papel de Benton Fraser. También asumió funciones como productor ejecutivo y escritor. Ganó un salario estimado en 2 o 3 millones de dólares canadienses por temporada, y en ese momento fue el actor mejor pagado en la historia de la televisión canadiense. Escribió varios episodios de la última temporada de la serie. Sus episodios favoritos incluyen «Gift of the Wheelman» y «All the Queen's Horses», en tanto los episodios «Mountie on the Bounty» y «Call of the Wild» son de una temática similar.

## Vida privada
En septiembre de 1988, Gross se casó con la actriz canadiense Martha Burns. La pareja tiene dos hijos, Hannah y Jack.

## Teatro
| Año       | Papel                           | Título                                                | Teatro                                     |
| --------- | ------------------------------- | ----------------------------------------------------- | ------------------------------------------ |
| 1981      | Sylvius                         | As You Like It                                        | Northern Light Theatre, Edmonton           |
| 1981      | Lysander                        | A Midsummer Night's Dream                             | Northern Light Theatre, Edmonton           |
| 1982–1983 |                                 | Mrs Warren's Profession                               | Theatre Calgary                            |
| 1982–1983 | Unseen Hand                     |                                                       | Theatre Calgary                            |
| 1982–1983 | Farther West                    |                                                       | Theatre Calgary                            |
| 1982–1983 | Clarence Underhill              | Walsh                                                 | National Arts Centre, Ottawa               |
| 1982–1983 | Motherwell                      | The Kite                                              | Festival Lennoxville                       |
| 1982–1983 | Take Me Where the Water is Warm |                                                       | Festival Lennoxville                       |
| 1982–1983 | George Gaga                     | In the Jungle of Cities                               | Festival Lennoxville                       |
| 1984      | Dorante                         | Successful Strangers                                  | Centaur Theatre, Montreal                  |
| 1984      | Romeo                           | Romeo and Juliet                                      | Toronto Free Theatre, Toronto              |
| 1988      | Young Kenneth Pyper             | Observe the sons of ulster marching towards the somme | Centrestage Co., Toronto                   |
| 1989      | Brick                           | Cat on a Hot Tin Roof                                 | Manitoba Theatre Centre, Winnipeg          |
| 2000      | Hamlet                          | Hamlet                                                | Stratford Festival of Canada               |
| 2011      | Elyot                           | Private Lives                                         | Royal Alexandra Theatre, Music Box Theatre |
| 2012      | Edmund Gowery                   | Are You There, McPhee?                                | McCarter Theatre, New Jersey               |

## Filmografía

### Películas
| Año  | Título            | Papel                           | Notas                                  |
| ---- | ----------------- | ------------------------------- | -------------------------------------- |
| 1989 | Cold Comfort      | Stephen Miller                  |                                        |
| 1989 | Divided Loyalties | Walter Butler                   |                                        |
| 1991 | Married to It     | Jeremy Brimfield                |                                        |
| 1992 | Buried on Sunday  | Augustus Knickel                |                                        |
| 1993 | Aspen Extreme     | T.J. Burke                      |                                        |
| 1994 | Whale Music       | Daniel Howl                     |                                        |
| 1994 | Paint Cans        | Morton Ridgewell                |                                        |
| 2002 | Men with Brooms   | Chris Cutter                    | También guionista y director           |
| 2004 | Wilby Wonderful   | Buddy French                    |                                        |
| 2008 | Passchendaele     | Michael Dunne                   | También actor, productor y director    |
| 2010 | Gunless           | The Montana Kid                 |                                        |
| 2010 | Barney's Version  | Constable O'Malley of the North |                                        |
| 2011 | Speedy Singhs     |                                 | Productor                              |
| 2015 | Hyena Road        | Pete Mitchell                   | También guionista productor y director |
| 2015 | Beeba Boys        | Jamie                           |                                        |
| 2018 | The Parting Glass | Sean                            |                                        |

### Televisión
| Año       | Título                                      | Papel                   | Notas                                   |
| --------- | ------------------------------------------- | ----------------------- | --------------------------------------- |
| 1985      | Turning to Stone                            | Billy                   | Debut, película para televisión         |
| 1986      | Airwaves                                    |                         | Guionista                               |
| 1988      | Chasing Rainbows                            | Jake Kincaid            | 14 episodios                            |
| 1989      | Street Legal                                | Steven Hines            | 2 episodios                             |
| 1990      | The Ray Bradbury Theater                    | Skip                    | 1 episodio                              |
| 1990      | Getting Married in Buffalo Jump             | Alex Bresnyachuk        | Película para Televisión                |
| 1993      | Gross Misconduct: The Life of Brian Spencer |                         | Guionista                               |
| 1993      | Armistead Maupin's Tales of the City        | Brian Hawkins           | 6 episodios                             |
| 1994      | XXX's & OOO's                               | Bucky Dean              | Película para televisión                |
| 1994–1999 | Due South                                   | Constable Benton Fraser | 67 episodios                            |
| 1996–1998 | The Red Green Show                          | Kevin Black             | 5 episodios                             |
| 1997      | Noel's House Party                          | Himself                 | 1 episodio                              |
| 1997      | 20,000 Leagues Under the Sea                | Ned Land                | Película para televisión                |
| 1999      | Murder Most Likely                          | Patrick Kelly           | Película para televisión                |
| 2003–2005 | The Eleventh Hour                           | Tony Joel               | 2 episodios                             |
| 2003–2006 | Slings & Arrows                             | Geoffrey Tennant        | 18 episodios                            |
| 2004      | H2O: The Last Prime Minister                | Thomas David McLaughlin | También guionista y productor ejecutivo |
| 2004      | Monday Report                               | Thomas David McLaughlin | Episodio n.º 23                         |
| 2005      | Burnt Toast                                 | Scott                   | Película para televisión                |
| 2006      | Prairie Giant: The Tommy Douglas Story      | John Diefenbaker        | 2 episodios                             |
| 2006      | Hockey: A People's History                  | Narrator                | 10 episodios                            |
| 2008      | The Trojan Horse                            | Thomas David McLaughlin | También guionista y productor ejecutivo |
| 2009–2010 | Eastwick                                    | Darryl Van Horne        | Temporada regular, 12 episodios         |
| 2010      | Men with Brooms                             | Chris Cutter            | 12 episodios                            |
| 2011–2014 | Republic of Doyle                           | Kevin Crocker           | 9 episodios                             |
| 2017      | Alias Grace                                 | Thomas Kinnear          | 4 episodios                             |
| 2018      | Caught                                      | Roy Patterson           | Miniseries; 5 episodios                 |
| 2019      | Historias de San Francisco                  | Brian Hawkins           | Elenco principal, 9 episodios           |

## Honores
| Insignia | Descripción                                                     | Notas                                                                 |
|          | Oficial de la Orden de Canadá (OC)                              | - Otorgado el 2 de mayo de 2013; - Invertido el 13 de febrero de 2015 |
|          | Medalla del Jubileo de Diamante de la Reina Isabel II de Canadá | - 2012                                                                |

## Premios
| Año                                     | Premio                                        | Categoría                                                                                   | Película/Obra                                        | Result                                                                     |
| --------------------------------------- | --------------------------------------------- | ------------------------------------------------------------------------------------------- | ---------------------------------------------------- | -------------------------------------------------------------------------- |
| 1981                                    | Alberta Culture competition                   | Nueva obra de teatro                                                                        | The Deer and the Antelope Play                       |                                                                            |
| 1982                                    | Clifford E. Lee Foundation                    | Premio nacional de dramaturgia                                                              | The Deer and the Antelope Play                       |                                                                            |
| 1982                                    | Alberta Culture competition                   | Nueva obra de teatro                                                                        | The Dead of Winter                                   |                                                                            |
| 1985                                    | Dora Award                                    | Mejor actuación                                                                             | Romeo and Juliet                                     |                                                                            |
| 1986                                    | Gemini Award                                  | Mejor guion en un drama para televisión                                                     | In This Corner                                       |                                                                            |
| 1988                                    | Dora Award                                    | Actuación excepcional masculina en un papel destacado                                       | Observe the Sons of Ulster Marching Toward the Somme |                                                                            |
| 1994                                    | Gemini Award                                  | Mejor guion en una miniserie o programa dramático                                           | Gross Misconduct                                     |                                                                            |
| 1995                                    | Gemini Award                                  | Mejor actuación por un actor en un papel dramático continuado                               | Rumbo al Sur                                         |                                                                            |
| 1996                                    | Gemini Award                                  | Mejor actuación por un actor en un papel dramático continuado                               | Rumbo al Sur                                         |                                                                            |
| 1997                                    | Gemini Award                                  | Mejor guion en una serie dramática                                                          | Rumbo al Sur                                         | (with Paul Quarrington, John Krizanc)                                      |
| 1998                                    | Gemini Award                                  | Mejor guion en una serie dramática                                                          | Rumbo al Sur                                         | (with John Krizanc, R.B. Carney – Mountie on the Bounty, part 2)           |
| 1998                                    | Gemini Award                                  | Mejor serie dramática                                                                       | Rumbo al Sur                                         | (with Frank Siracusa, Peter Bray, R.B. Carney, George Bloomfield)          |
| 1998                                    | Gemini Award                                  | Mejor actuación por un actor en un papel dramático continuado                               | Rumbo al Sur                                         |                                                                            |
| 1998                                    | Gemini Award                                  | Mejor guion en una serie dramática                                                          | Rumbo al Sur                                         | (with R.B. Carney, John Krizanc – Mountie on the Bounty, part 1)           |
| 1998                                    | Gemini Award                                  | Mejor guion en una serie dramática                                                          | Rumbo al Sur                                         | (Burning Down the House)                                                   |
| 1999                                    | Gemini Award                                  | Canada's Choice Award                                                                       | Rumbo al Sur                                         | (with Frank Siracusa, David Cole, R.B. Carney)                             |
| 1999                                    | Gemini Award                                  | Mejor actuación por un actor en un papel dramático en una serie continuada                  | Rumbo al Sur                                         |                                                                            |
| 2000                                    | Gemini Award                                  | Mejor actuación por un actor en una papel protagonista en un programa o miniserie dramática | Murder Most Likely                                   |                                                                            |
| 2000                                    | Gemini Award                                  | Mejor película para televisión o miniserie                                                  | Murder Most Likely                                   | (with R.B. Carney, Frank Siracusa, Robert Forsyth, Anne Marie La Traverse) |
| 2003                                    | Canadian Comedy Award                         | Dirección más divertida                                                                     | Men With Brooms                                      |                                                                            |
| 2003                                    | Canadian Comedy Award                         | Actuación masculina más divertida                                                           | Men With Brooms                                      |                                                                            |
| 2003                                    | Canadian Comedy Award                         | Guion más divertido                                                                         | Men With Brooms                                      | (with John Krizanc)                                                        |
| 2003                                    | Genie Award                                   | Mejor guion original                                                                        | Men With Brooms                                      | (with John Krizanc)                                                        |
| 2004                                    | Gemini Award                                  | Mejor actuación de un actor como protagonista continuo dramático                            | Slings & Arrows                                      |                                                                            |
| 2005                                    | ACTRA Toronto                                 | Premio a la excelencia                                                                      |                                                      |                                                                            |
| 2005                                    | Writers Guild of Canada                       | Película o miniserie de la semana                                                           | H2O                                                  | (with John Krizanc)                                                        |
| 2005                                    | Directors Guild of Canada                     | Logros excepcionales de un equipo en una película para televisión o miniserie               | H2O                                                  |                                                                            |
| 2005                                    | Gemini Award                                  | Mejor miniserie dramática                                                                   | H2O                                                  | (with Frank Siracusa)                                                      |
| 2005                                    | Gemini Award                                  | Mejor guion en una miniserie o programa dramático                                           | H2O                                                  | (with John Krizanc)                                                        |
| 2005                                    | Monte Carlo Television Festival               | Mejor actuación de un actor en una miniserie                                                | H2O                                                  |                                                                            |
| 2007                                    | Gemini Award                                  | Mejor actor en un papel dramático en una serie continuada                                   | Slings & Arrows                                      |                                                                            |
| 2008                                    | Gemini Award                                  | Mejor guion en un programa o miniserie dramática                                            | The Trojan Horse                                     | (with John Krizanc)                                                        |
| 2009                                    | Genie Award                                   | Premio a la mejor película                                                                  | Passchendaele                                        | (with Niv Fichman, Francis Damberger and Frank Siracusa)                   |
| 2009                                    | Genie Award                                   | Golden Reel Award                                                                           | Passchendaele                                        | (with Niv Fichman, Francis Damberger and Frank Siracusa)                   |
| 2009                                    | Genie Award                                   | Mejor actuación en un papel principal                                                       | Passchendaele                                        |                                                                            |
| 2009                                    | NBC Universal Canada                          | Award of Distinction                                                                        |                                                      |                                                                            |
| 2009                                    | The Governor General's performing arts awards | National Arts Centre Award: Exceptional Achievement over the Past Performance Year          |                                                      |                                                                            |
| 2009                                    | Directors Guild of Canada                     | Team Feature Film                                                                           | Passchendaele                                        |                                                                            |
| 2009                                    | National History Society                      | Pierre Berton Award                                                                         | Passchendaele                                        |                                                                            |
| (Sources: IMDb.com, Paul Gross website) |                                               |                                                                                             |                                                      |                                                                            |

## Discografía

### Álbumes
| Año  | Álbum                                                                        |
| ---- | ---------------------------------------------------------------------------- |
| 1997 | Two Houses (with David Keeley)                                               |
| 2001 | Love and Carnage (with David Keeley) (first released as Give the Dog a Bone) |

### Sencillos
| Año  | Sencillo                          | CAN Country | Álbum                          |
| ---- | --------------------------------- | ----------- | ------------------------------ |
| 1997 | "Voodoo"                          |             | Two Houses (with David Keeley) |
| 1998 | "32 Down on the Robert MacKenzie" |             | Two Houses (with David Keeley) |
| 1999 | "Papa's Front Porch"              | 61          | Two Houses (with David Keeley) |
| 2000 | "Ride Forever"                    |             | Two Houses (with David Keeley) |